# اسپنسر جارنگین
اسپنسر جارنگین (به انگلیسی: Spencer Jarnagin) سناتور سابق عضو حزب ویگ بود. وی در سال ۱۸۴۳ تا ۱۸۴۷ میلادی سناتور ایالت تنسی در سنای ایالات متحده آمریکا بود.